# Лешуконская волость
Лешуконская волость — административно-территориальная единица в составе Мезенского уезда Архангельской губернии, существовавшая с 1924 по 1929 года. Центром волости было село Усть-Вашка.

## История
Декретом ВЦИК от 9 июня 1924 в Мезенском уезде образовано пять укрупненных волостей: Дорогорская, Канино-Тиманская (или Канино-Чешская), Койнасская, Лешуконская и Мезенская. Лешуконская волость объединила волости Нисогорскую, Олемскую, Усть-Вашскую, Ценогорскую и Юромскую. В 1929 году волость была упразднена, территория была включена в состав новообразованного Лешуконского района.

## Состав волости
Лешуконская волость включала в свой состав семь сельских обществ: Нисогорское, Олемское, Палугское, Селищенское, Усть-Вашское, Ценогорское и Юромское.